# NGC 162

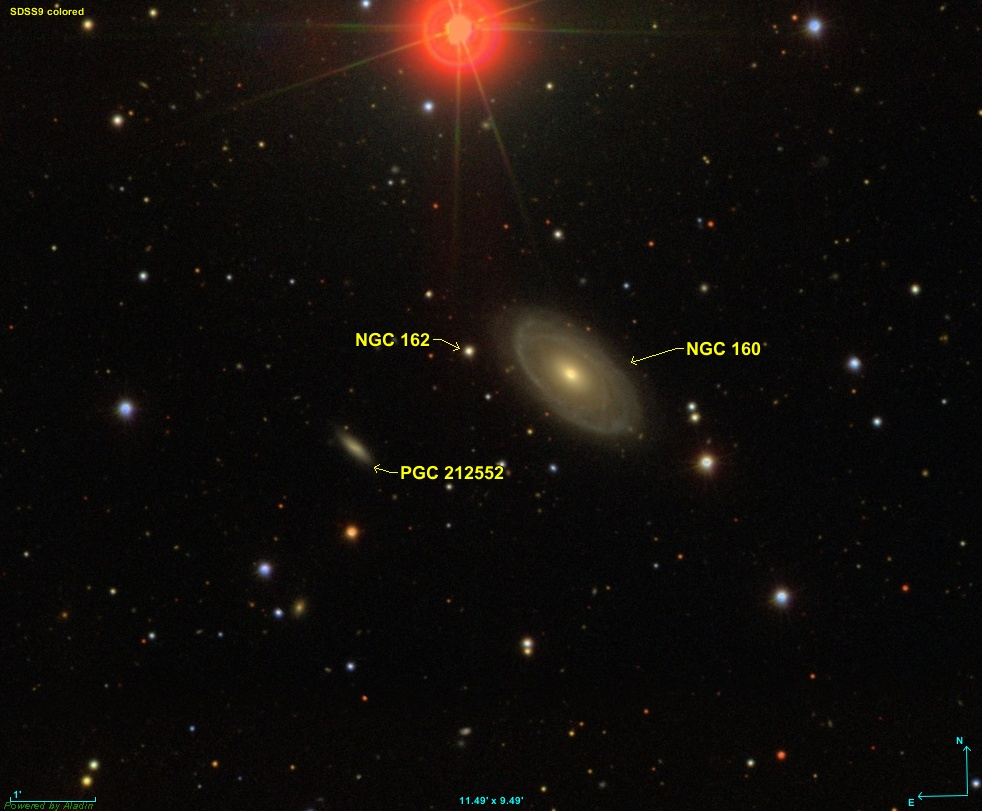
SDSS-bild av NGC 162

NGC 162 är en stjärna belägen i södra delen av stjärnbilden Andromeda med en skenbar magnitud av 15,06. Stjärnan upptäcktes 1862 av Heinrich d´Arrest. Några galaxer (som PGC 2148 och PGC 212552) har felaktigt identifierats som NGC 162.